# Roger Skauen
Roger Gunnar Skauen (ur. 11 listopada 1934 we Fredrikstad) – norweski zapaśnik walczący w stylu klasycznym. Olimpijczyk z Rzymu 1960, gdzie zajął piętnaste miejsce w wadze lekkiej do 57 kg.
Trzeci na mistrzostwach nordyckich w 1970 roku.

## Letnie Igrzyska Olimpijskie 1960
| Konkurencja                | Walki                 | Walki                    | Walki                  | Klas. końcowa |
| Konkurencja                | Pierwsza runda        | Druga runda              | Trzecia runda          | Miejsce       |
| -------------------------- | --------------------- | ------------------------ | ---------------------- | ------------- |
| styl klasyczny, waga lekka | Nick Stamulus (AUS) W | Dumitru Gheorghe (ROM) P | Bartl Brötzner (AUT) W | XV            |